# 조남융
조남융(1989년 9월 9일 ~ )은 대한민국의 배우이다.

## 학력 및 경력
- 동국대학교 연극학부
- 국립극단 시즌단원 (2018~2020)

## 출연작

### 방송
- 《살인자ㅇ난감》 (2024년, Netflix) - 경호원 역
- 《혼례대첩》 (2023년, KBS2) - 의금부도사 역
- 《썸바디》 (2022년, Netflix) - 후드남 역

### 영화
- 《인텔리어》 (2023년) - 조 검사역
- 《인어; 바다를 부른 여인》 (2022년) - 하르데 역
- 《범털 2: 쩐의 전쟁》 (2021년) - 물총 역
- 《크리8티브》 (2019년) - 남자 역
- 《발악》 (2016년) - 유석 역

(2017 미쟝센 단편영화제 4만번의 구타 경쟁작)
- 《방 안의 코끼리》 (2016년) - 충무로 커플남 역
- 《몽중가들》 (2015년) - 필립 역
- 《CHANGE》 (2013년) - 케이븐 역

### 연극
- 《인어;바다를 부른 여인》 (2022) - 게이르 하르데 역
- 《성난 파도속에 앉아있는 너에게》 (2022)- 정민 역
- 《고야》 (2021)- J.D 역
- 《한여름 밤의 꿈》 (2019) - 라이샌더 역
- 《뼈의 기행》 (2019) - 사내 역
- 《오슬로》 (2018) - 토르 역
- 《페스트》 (2018) - 장교 역
- 《3월의 눈》 (2018) - 한국인 관광객 역
- 《히킥고모리》 (2017) - 태성 역
- 《벨마와 프랭키》 (2017) - 프랭키 역
- 《벨마와 프랭키》 (2017) - 프랭키 역
- 《벚꽃동산》 (2016) - 빼짜 역
- 제28회 거창 국제 연극제 《RISK》 (2016) -    아르투로 역
- 《리스크》 (2016) - 아르투로 역
- 《레드》 (2015) - 근후 역
- 《더 러버 & 리뷰 스케치》 (2015) - 월석 역
- 《Donation Performance 'Change of Season III'》 (2014) - 제이콥 역
- 《필로우맨》 (2010) - k. 카투리안 역
- 《청춘예찬》 (2009) - 청년 역

### 기타
- CF 한양 수자인 (2021년) - 아빠 역
- 골프웨어 ‘FOOT JOY’ 웹 화보 모델 (2019년)
- CF 정비업체 CARPOS (2017) - 정비사 역
- MV 크러쉬 2집 타이틀 《skip》 (2016년) - 남자 역
- MV 크레용팝 2집 타이틀 《FM》 (2015년) - 악당 역